# セイユウ
セイユウとは日本の競走馬。中央競馬で唯一サラブレッド系重賞を勝ったアングロアラブである。アラブの怪物とも呼ばれた。アラブ血量は25パーセント。1985年、顕彰馬に選出された。

## 戦績
セイユウがデビューしたのは1956年7月15日、福島競馬場のアラブ系オープンである。初戦は2着敗退であった。1週間後同条件のレースを勝ちあがり、秋開催に入った4戦目からは敵なしの状態となった。4歳4月のアラブ4歳ステークスで66キロを背負って勝利し、ついに15連勝を達成している。次走のアラブステークスでは68キロの酷量に大出遅れが重なり2着に敗れたが、目標としていた読売カップ（春）では2着に7馬身差つける圧勝。もはやアラブには相手がいなくなってしまったセイユウの関係者は、サラブレッドへの挑戦を決める。
対サラブレッドの最初のレースは七夕賞（現在は重賞として施行されるが、当時はオープン競走）で、セイユウはこれに勝利した。次走の福島記念（こちらも同様）も出走頭数が3頭と少なかったこともあって難なく制し、続く2戦は負けてしまったものの皐月賞優勝馬ヘキラクに先着するなど一線級のサラブレッドにも負けない力を見せていた。生涯最高のレースとも言われるセントライト記念では、この年の日本ダービー3着のギンヨク、のちに菊花賞優勝馬となるラプソデー、天皇賞・秋優勝馬になるセルローズらを破り1着となり、サラブレッド重賞を制覇した。その相手関係ゆえ、菊花賞に出走できるならば勝てたのではないか、という声も上がった（クラシック登録の関係でアングロアラブは出走できない）。
また、オールカマーではキタノオーやハクチカラといった当時のサラブレッド最強クラスと戦い、4着に敗れた。このレースでハクチカラがキタノオーに敗れたのは騎手の保田隆芳が「日本ダービー馬がアラブに負けるわけにはいかない」と早めに仕掛けたのが一因という話も残っている。
年末にはアラブの読売カップ（秋）をレコードタイムで連覇。ちなみに有馬記念のファン投票でも3位に入り出走可能であったが、結局読売カップを選んで出走を見送っている。
5歳時はサラブレッドのオープンクラスを戦い続け、天皇賞・秋7着を最後に現役を引退した。ただし、この競走中にセイユウは種子骨を骨折しており、騎乗した渡辺正人騎手は「無事だったら勝っていたかも知れない」とのコメントを残している。

## 引退後
引退後は種牡馬として活躍した。アラブ血量がアングロアラブであるための下限である25パーセントであったため、サラブレッドとの交配でアングロアラブを生産することはできなかったが、アラブ系の繁殖牝馬の相手として人気が高く、供用2年目には年間100頭を超え、1966年には1年間の種付け数としては当時の世界記録となる238頭の記録を樹立するなど、その怪物ぶりも相変わらずであった。そのために名前をもじって「性雄」という異名まで付くことにもなった。なお、種牡馬としてこのような異名が付いた例は、本馬を別とすれば「性豪」と呼ばれたチャイナロック（サラブレッド）くらいのものである。
しかし、この種付け頭数について、あまりに多すぎると一部から疑念を招く事態になってしまう。競走馬の繁殖では自然主義が徹底されており人工授精は厳禁となっているが、これを行っているのではないかという疑念を示した血統管理の団体の担当者のほか、農林省の役人までもが種付けの監視に来るという事態にまで発展した。
ところが、当のセイユウはこれらの者たちの前で連日4頭の牝馬への種付けを涼しい顔でこなし、あらぬ疑惑を払拭してみせた。かくて監視に来た者たちは皆一様に納得し、むしろセイユウの怪物という異名に恥じぬタフネスぶりに感心するばかりであったという。
こうして、驚異的な種付け件数を誇ったセイユウであったが、1977年4月28日、朝恒例の運動から厩舎に帰ってきた矢先、突然崩れ落ち、予想外の死を迎える。死因は心臓麻痺。3万円から始まった種付け料は、死の直前には12倍の35万円に跳ね上がっていた。

## 競走成績
以下の内容は、『優駿』2011年8月号、123頁に基づく。
| 競走日 | 競走日 | 競走日 | 競馬場 | 競走名                   | 距離（馬場）  | 頭数 | 人気 | 着順 | タイム     | 着差    | 騎手       | 斤量 [kg] | 1着馬/（2着馬）      |
| ------ | ------ | ------ | ------ | ------------------------ | ------------- | ---- | ---- | ---- | ---------- | ------- | ---------- | --------- | -------------------- |
| 1956.  | 7.     | 15     | 福島   | アラブ系3歳オープン      | 芝800m（不）  | 5    | 5    | 2着  |            | 5身     | 高松三太   | 52        | バンダイサン         |
|        | 7.     | 21     | 福島   | アラブ系3歳オープン      | 芝800m（不）  | 6    | 2    | 1着  | 51 0/5     | 3 1/2身 | 高松三太   | 51        | （アタミリユウエイ） |
|        | 7.     | 25     | 福島   | アラブ系3歳優勝          | 芝1000m（稍） | 4    | 2    | 3着  |            |         | 高松三太   | 51        | フクヒカリ           |
|        | 9.     | 9      | 東京   | アラブ系3歳オープン      | 芝1000m（良） | 6    | 2    | 1着  | 1:03 1/5   | 2身     | 高松三太   | 51.5      | （フクヒカリ）       |
|        | 9.     | 22     | 東京   | アラブ系3歳優勝          | 芝1200m（稍） | 5    | 2    | 1着  | 1:17 1/5   | 2身     | 高松三太   | 51        | （バンダイサン）     |
|        | 9.     | 30     | 東京   | アラブ系3歳オープン      | 芝1000m（稍） | 13   | 1    | 1着  | 1:04 1/5   | 同着    | 高松三太   | 52        | （バンダイサン）     |
|        | 10.    | 13     | 東京   | アラブ3歳S               | 芝1200m（不） | 5    | 1    | 1着  | 1:18 4/5   | 1 3/4身 | 高松三太   | 55        | （バンダイサン）     |
|        | 10.    | 28     | 中山   | アラブ系3歳オープン      | 芝1000m（良） | 9    | 1    | 1着  | 1:02 4/5   | 2身     | 高松三太   | 53        | （フクヒカリ）       |
|        | 11.    | 10     | 中山   | アラブ3歳S               | 芝1100m（良） | 7    | 1    | 1着  | 1:10 2/5   | 1 1/2身 | 高松三太   | 57        | （ギンヒメ）         |
|        | 11.    | 24     | 東京   | アラブ系3歳オープン      | 芝1200m（良） | 5    | 1    | 1着  | 1:16 1/5   | 3身     | 高松三太   | 54        | （ギンヒメ）         |
|        | 12.    | 23     | 中山   | アラブ系3歳オープン      | 芝1100m（良） | 11   | 1    | 1着  | R 1:09 0/5 | 4身     | 高松三太   | 56        | （コトブキ）         |
| 1957.  | 1.     | 5      | 中山   | アラブ系4歳オープン      | 芝1000m（良） | 6    | 1    | 1着  | 1:02 3/5   | 1身     | 高松三太   | 55        | （ハマイチ）         |
|        | 1.     | 15     | 中山   | アラブ4歳S               | 芝1700m（良） | 7    | 1    | 1着  | R 1:49 4/5 | 1 1/4身 | 高松三太   | 62        | （キクカブト）       |
|        | 3.     | 10     | 東京   | アラブ系4歳オープン      | 芝1600m（良） | 9    | 1    | 1着  | 1:42 0/5   | 3身     | 二本柳俊夫 | 57        | （キクカブト）       |
|        | 3.     | 23     | 東京   | アラブ4歳S               | 芝1600m（良） | 8    | 1    | 1着  | R 1:41 1/5 | 3 1/2身 | 二本柳俊夫 | 61        | （キクカブト）       |
|        | 4.     | 6      | 中山   | アラブ系4歳オープン      | 芝1700m（良） | 10   | 1    | 1着  | 1:50 0/5   | 2身     | 二本柳俊夫 | 58        | （ホウザン）         |
|        | 4.     | 14     | 中山   | アラブS                  | 芝1800m（良） | 9    | 1    | 1着  | 1:57 0/5   | 4身     | 二本柳俊夫 | 62        | （ベンケイ）         |
|        | 4.     | 29     | 東京   | アラブ4歳S               | 芝1800m（良） | 6    | 1    | 1着  | 1:54 4/5   | 1 3/4身 | 二本柳俊夫 | 66        | （キクカブト）       |
|        | 5.     | 12     | 東京   | アラブS                  | 芝1800m（重） | 7    | 1    | 2着  |            | 1 1/2身 | 二本柳俊夫 | 68        | カンダオー           |
|        | 5.     | 25     | 東京   | アラブ系4歳オープン      | 芝1600m（重） | 6    | 1    | 1着  | 1:43 0/5   | 5身     | 二本柳俊夫 | 60        | （ヒロマサ）         |
|        | 6.     | 9      | 東京   | アラブS                  | 芝2000m（稍） | 6    | 1    | 1着  | 2:07 3/5   | 5身     | 二本柳俊夫 | 70        | （タカラオー）       |
|        | 6.     | 16     | 中山   | アラブ系オープン         | 芝1700m（重） | 5    | 1    | 1着  | 1:49 0/5   | 2 1/2身 | 二本柳俊夫 | 61        | （ワンライト）       |
|        | 7.     | 7      | 中山   | 読売カップ（春）         | 芝2000m（良） | 7    | 1    | 1着  | 2:05 3/5   | 7身     | 二本柳俊夫 | 61        | （ハマノオー）       |
|        | 7.     | 28     | 福島   | 七夕賞                   | 芝1800m（稍） | 5    | 2    | 1着  | 1:51 4/5   | 7身     | 梶与四松   | 52        | （カツタロー）       |
|        | 8.     | 18     | 福島   | 福島記念                 | 芝2000m（良） | 3    | 1    | 1着  | 2:05 0/5   | 1 1/2身 | 蛯名武五郎 | 57        | （チカラボシ）       |
|        | 9.     | 8      | 中山   | オータムハンデ           | 芝1800m（稍） | 4    | 1    | 4着  |            |         | 蛯名武五郎 | 59        | タメトモ             |
|        | 9.     | 29     | 中山   | サラ系特殊ハンデキヤツプ | 芝1800m（重） | 5    | 3    | 2着  |            | アタマ  | 梶与四松   | 57        | （スプリングサン）   |
|        | 10.    | 6      | 中山   | セントライト記念         | 芝2400m（不） | 10   | 2    | 1着  | 2:41 3/5   | 1 1/2身 | 梶与四松   | 59        | （ラプソデー）       |
|        | 10.    | 20     | 中山   | オールカマー             | 芝2000m（重） | 8    | 4    | 4着  |            |         | 梶与四松   | 57        | キタノオー           |
|        | 10.    | 26     | 中山   | サラ系特殊ハンデキヤツプ | 芝1800m（重） | 10   | 1    | 6着  |            |         | 高松三太   | 62        | アランデール         |
|        | 11.    | 17     | 東京   | サラ系特殊ハンデキヤツプ | 芝1800m（重） | 6    | 2    | 2着  |            | アタマ  | 梶与四松   | 57        | アランデール         |
|        | 11.    | 30     | 東京   | サラ系オープン           | 芝1800m（良） | 6    | 1    | 1着  | 1:53 2/5   | 4身     | 梶与四松   | 63        | （マサノボル）       |
|        | 12.    | 22     | 阪神   | 読売カップ（秋）         | 芝2000m（良） | 6    | 1    | 1着  | R 2:06 0/5 | 7身     | 土門健司   | 64        | （タカシオ）         |
| 1958.  | 1.     | 5      | 中山   | 中山競馬開設30周年記念   | 芝1800m（良） | 6    | 3    | 5着  |            |         | 梶与四松   | 57        | ミスセイハ           |
|        | 3.     | 2      | 東京   | スプリングハンデキヤツプ | 芝1600m（良） | 8    | 8    | 6着  |            |         | 梶与四松   | 57        | ブレツシング         |
|        | 3.     | 16     | 東京   | 目黒記念（春）           | 芝2500m（良） | 9    | 6    | 5着  |            |         | 梶与四松   | 56        | タメトモ             |
|        | 6.     | 14     | 中山   | サラ系オープン           | 芝1700m（良） | 5    | 3    | 4着  |            |         | 梶与四松   | 54        | ラプソデー           |
|        | 6.     | 29     | 中山   | サラ系オープン           | 芝1700m（良） | 5    | 2    | 3着  |            |         | 梶与四松   | 54        | タカイズミ           |
|        | 7.     | 6      | 中山   | サラ系オープン           | 芝1700m（良） | 5    | 2    | 4着  |            |         | 梶与四松   | 54        | セルローズ           |
|        | 7.     | 13     | 中山   | ジュライS                | 芝1800m（良） | 7    | 6    | 4着  |            |         | 梶与四松   | 52        | カツトシ             |
|        | 7.     | 27     | 福島   | 七夕賞                   | 芝1800m（不） | 9    | 1    | 3着  |            |         | 梶与四松   | 58        | フイリー             |
|        | 8.     | 10     | 福島   | 福島記念                 | 芝2000m（良） | 9    | 1    | 9着  |            |         | 八木沢勝美 | 58        | フイリー             |
|        | 9.     | 7      | 東京   | オータムハンデ           | 芝1600m（良） | 7    | 6    | 2着  |            | 1 3/4身 | 渡辺正人   | 53        | トパーズ             |
|        | 9.     | 20     | 東京   | サラ系オープン           | 芝1800m（良） | 6    | 4    | 6着  |            |         | 渡辺正人   | 64        | ダイゴホマレ         |
|        | 9.     | 28     | 中山   | サラ系特殊ハンデキヤツプ | 芝1800m（良） | 9    | 4    | 1着  | R 1:52 0/5 | 3/4身   | 渡辺正人   | 55        | （ユウセイ）         |
|        | 10.    | 19     | 中山   | オールカマー             | 芝2000m（重） | 10   | 5    | 7着  |            |         | 渡辺正人   | 56        | マサタカラ           |
|        | 11.    | 3      | 東京   | 目黒記念（秋）           | 芝2500m（稍） | 10   | 5    | 6着  |            |         | 渡辺正人   | 55        | ミスオンワード       |
|        | 11.    | 16     | 東京   | サラ系特殊ハンデキヤツプ | 芝1800m（重） | 14   | 8    | 10着 |            |         | 渡辺正人   | 56        | クリペロ             |
|        | 11.    | 23     | 東京   | 天皇賞（秋）             | 芝3200m（良） | 9    | 8    | 7着  |            |         | 渡辺正人   | 58        | セルローズ           |

## 主な産駒
- ポートスーダン - 全日本アラブ大賞典、アラブ王冠賞、千鳥賞
- ブルーシャーク - 千鳥賞、船橋記念
- ヒメカツプ - タマツバキ記念2回、アラブ大賞典
- トウシヨウ - アラブ王冠（秋）
- オーギ - 読売カップ2回、アラブ王冠（秋）
- タイセイユウ - アラブ王冠（秋）
- ハツホマレ - アラブ大賞典（春）
- トツゲキ - タマツバキ記念（春）
- ロックーン - タマツバキ記念（秋）
- キーミサキ - タマツバキ記念（春）
- ハイロータリー - アラブ大賞典（秋）
- キングパール - 農林水産大臣賞典(福山)
- ミスホマレ - 名古屋杯、中日スポーツ杯・春（現・駿蹄賞）
- アキレウス - 名古屋杯

## 血統表
| セイユウの血統（アラブ血量25% / サラ ベンドア系（エクリプス系） / Neil Gow5×5=6.25%、Sunstar5×5=6.25%） | セイユウの血統（アラブ血量25% / サラ ベンドア系（エクリプス系） / Neil Gow5×5=6.25%、Sunstar5×5=6.25%） | セイユウの血統（アラブ血量25% / サラ ベンドア系（エクリプス系） / Neil Gow5×5=6.25%、Sunstar5×5=6.25%） | （血統表の出典）               | （血統表の出典）   |
| 父 サラ *ライジングフレーム Rising Flame 1947 黒鹿毛                                                    | 父の父サラ The Phoenix 1940 鹿毛                                                                        | サラ Chateau Bouscaut                                                                                   | サラ Kircubbin                 | サラ Kircubbin     |
| 父 サラ *ライジングフレーム Rising Flame 1947 黒鹿毛                                                    | 父の父サラ The Phoenix 1940 鹿毛                                                                        | サラ Chateau Bouscaut                                                                                   | サラ Ramondie                  |                    |
| 父 サラ *ライジングフレーム Rising Flame 1947 黒鹿毛                                                    | 父の父サラ The Phoenix 1940 鹿毛                                                                        | サラ Fille de Poete                                                                                     | サラ Firdaussi                 | サラ Firdaussi     |
| 父 サラ *ライジングフレーム Rising Flame 1947 黒鹿毛                                                    | 父の父サラ The Phoenix 1940 鹿毛                                                                        | サラ Fille de Poete                                                                                     | サラ Fille d'Amour             |                    |
| 父 サラ *ライジングフレーム Rising Flame 1947 黒鹿毛                                                    | 父の母サラ Adomirable 1942 黒鹿毛                                                                       | サラ Nearco                                                                                             | サラ Pharos                    | サラ Pharos        |
| 父 サラ *ライジングフレーム Rising Flame 1947 黒鹿毛                                                    | 父の母サラ Adomirable 1942 黒鹿毛                                                                       | サラ Nearco                                                                                             | サラ Nogara                    |                    |
| 父 サラ *ライジングフレーム Rising Flame 1947 黒鹿毛                                                    | 父の母サラ Adomirable 1942 黒鹿毛                                                                       | サラ Silvia                                                                                             | サラ Craig an Eran             | サラ Craig an Eran |
| 父 サラ *ライジングフレーム Rising Flame 1947 黒鹿毛                                                    | 父の母サラ Adomirable 1942 黒鹿毛                                                                       | サラ Silvia                                                                                             | サラ Angela                    |                    |
| 母 アア 弟猛 1949 鹿毛                                                                                  | 母の父サラ *レイモンド Raymond 1930 鹿毛                                                                | サラ Gainsborough                                                                                       | サラ Bayardo                   | サラ Bayardo       |
| 母 アア 弟猛 1949 鹿毛                                                                                  | 母の父サラ *レイモンド Raymond 1930 鹿毛                                                                | サラ Gainsborough                                                                                       | サラ Rosedrop                  |                    |
| 母 アア 弟猛 1949 鹿毛                                                                                  | 母の父サラ *レイモンド Raymond 1930 鹿毛                                                                | サラ Nipsiquit                                                                                          | サラ Buchan                    | サラ Buchan        |
| 母 アア 弟猛 1949 鹿毛                                                                                  | 母の父サラ *レイモンド Raymond 1930 鹿毛                                                                | サラ Nipsiquit                                                                                          | サラ Herself                   |                    |
| 母 アア 弟猛 1949 鹿毛                                                                                  | 母の母アラ 弟詠 1945 鹿毛                                                                               | アラ *イブンヂアド                                                                                      | アラ マナギイ                  | アラ マナギイ      |
| 母 アア 弟猛 1949 鹿毛                                                                                  | 母の母アラ 弟詠 1945 鹿毛                                                                               | アラ *イブンヂアド                                                                                      | アラ マナギイエスウベリイエ    |                    |
| 母 アア 弟猛 1949 鹿毛                                                                                  | 母の母アラ 弟詠 1945 鹿毛                                                                               | アラ 太陽                                                                                               | アラ *エルワルド               | アラ *エルワルド   |
| 母 アア 弟猛 1949 鹿毛                                                                                  | 母の母アラ 弟詠 1945 鹿毛                                                                               | アラ 太陽                                                                                               | アラ 師陽 オーバーヤン五ノ七系 |                    |

全弟にシユンエイ（読売カップ2回、タマツバキ記念2回）がいる。